# Dragon Age: Origins - Awakening
Dragon Age: Origins - Awakening è l'espansione del gioco di ruolo Dragon Age: Origins. Il titolo, sviluppato da BioWare, è stato pubblicato da Electronic Arts il 16 marzo 2010 per PC, Xbox 360 e PlayStation 3, mentre la versione per macOS è uscita il 31 agosto 2010.

## Trama
Iniziando una nuova partita, il giocatore può decidere se importare il proprio personaggio da Dragon Age: Origins (dando continuità narrativa alla propria vicenda) o crearne uno nuovo (nel qual caso vestirà i panni di un Custode Grigio di Orlais).
Il gioco prende avvio in seguito alla nomina del protagonista a Comandante dei Custodi Grigi. Al suo arrivo alla Fortezza della Veglia (il luogo deputato alla ricostruzione dell'Ordine), scopre che quest'ultima è caduta in mano alla Prole Oscura. Eliminati gli invasori, il giocatore dovrà provvedere alla gestione del complesso attraverso la ricerca di materiali e fondi con cui potenziare le mura e le armature dei propri soldati; allo stesso tempo, inizierà ad indagare sul motivo per cui harlock, genlock e ogre non sono ritornati nelle Vie Profonde nonostante il Flagello sia giunto a termine da quasi sei mesi. Seguendo alcune piste indicate dai suoi consiglieri, il Comandante scoprirà che la ragione è da ricercare nel conflitto tra due esseri misteriosi conosciuti come "la Madre" e "l'Artefice".

## Modalità di gioco
Nel corso della sua missione il giocatore potrà contare sull'appoggio di sei personaggi, con nessuno dei quali sarà possibile intrecciare una storia d'amore. Quando si inizia la campagna si può scegliere se apportare come personaggio giocabile lo stesso della campagna principale di Dragon Age: Origins per far continuare la storia, oppure creare un nuovo personaggio che in questo caso sarà un Custode Grigio di Orlais. Il compito del comandante sarà quello di ricreare i Custodi Grigi reclutando potenziali guerrieri e maghi, ricostruire la Fortezza della Veglia costruendo le mura e rinforzare le armi e le armature dei soldati.

## Sviluppo
In origine la software house canadese aveva concepito Awakening come un DLC (contenuto aggiuntivo) scaricabile dal proprio sito tramite l'acquisto di un certo numero di Microsoft Points, usando la stessa formula impiegata per titoli come "Ritorno a Ostagar" e "La Fortezza dei Custodi".
In fase di sviluppo, tuttavia, il progetto ha acquisito una consistenza tale da non essere più una semplice implementazione di Origins, bensì un gioco dalla trama ben definita e ricco di nuovi incantesimi, talenti, abilità e oggetti. Bioware ha quindi iniziato a lavorare alla creazione di una vera e propria espansione, pubblicando filmati di presentazione dei compagni di viaggio e ampie descrizioni degli scenari creati.
Il 9 marzo 2010 il produttore Fernando Melo ha annunciato la distribuzione di Awakening per PC, Xbox 360 e PlayStation 3 (quest'ultima versione solo tramite download dal PlayStation Store).